# ヘンリー・ダイモーク

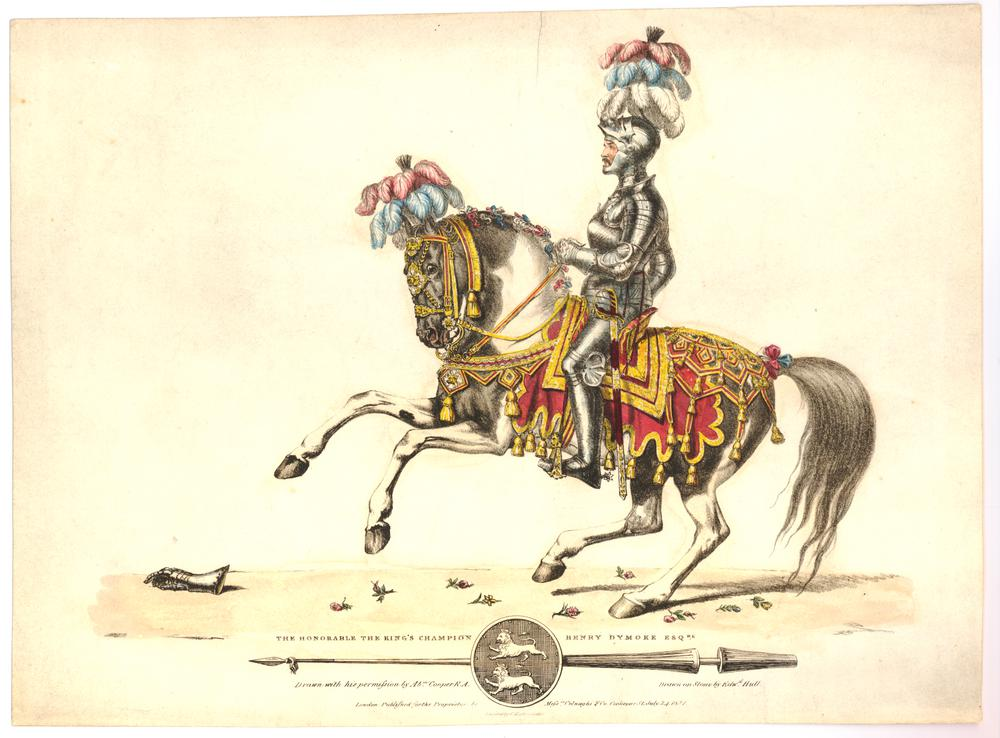
1821年のジョージ4世戴冠式でキングス・チャンピオンを務めた様子を描いた絵画。

初代準男爵サー・ヘンリー・ダイモーク（英: Sir Henry Dymoke, 1st Baronet、1801年 - 1865年4月28日）は、イギリスの地主。キングス・チャンピオン（イギリス王室の戴冠式における儀礼職）を世襲するダイモーク家に生まれ、戴冠式においてキングス・チャンピオンを務めた最後の人物である。

## 生涯
ヘンリーは聖職者ジョン・ダイモーク（John Dymoke、1764年-1828年）の息子として生まれた。ダイモーク家は儀礼職キングス・チャンピオンを世襲する家柄であり、リンカンシャー州のスクリブルズビーに地所を有していた。
1821年のジョージ4世戴冠式では、父の代わりにキングス・チャンピオンの役目を果たした。祖父ジョン（John Dymoke、1730年-1784年）がジョージ3世戴冠式で前任を務めた一方で、父ジョンは「聖職者である自分は闘士（Champion）と相いれない」と考えて、戴冠式に参列しなかったという。
また、当時20歳のヘンリーは儀式に使えるような馬を保有していなかったため、アストリーズ野外劇場から馬を借りた。
1831年に即位したウィリアム4世は戴冠式晩餐会を開催しなかったため、キングス・チャンピオンの出番もなかった。
1838年のヴィクトリア戴冠式に際して、今後はキングス・チャンピオンの儀式を行わないことが決まった。1841年、その代償としてヘンリーは準男爵を授けられた。それまではキングス・チャンピオンに与えられる称号はナイトだった。
1833年にリンカンシャー州長官に就任した。
1865年4月28日に死去し、準男爵位は廃絶した。スクリブルズビーの地所は弟ジョンが継いだ。